# Маляров, Никита Анатольевич
Ники́та Анато́льевич Маляро́в (23 октября 1989, Москва) — российский футболист, полузащитник.

## Биография
Сын Анатолия Малярова. К 20 годам играл за несколько российских клубов второго дивизиона — «Знамя Труда» (Орехово-Зуево), «Энергетик» (Урень), «Нара-ШБФР» (Наро-Фоминск), «Химик» (Дзержинск), а также за молодёжный состав московского «Торпедо» в ЛФЛ.
В 2009 году выступал за сборную России на Всемирной Маккабиаде. После турнира он вместе с Дмитрием Резнюком и Кириллом Эйдельнантом были на просмотре в хайфском «Маккаби».
10 февраля 2010 года подписал трёхлетнее соглашение с клубом «Спартак-Нальчик». В российской Премьер-лиге дебютировал 19 марта 2010 года в домашнем матче с владикавказской «Аланией» (2:1 в пользу «Спартака»), проведя на поле 87 минут. 1 мая 2010 года забил в ворота Владимира Габулова свой первый мяч в Премьер-лиге, который стал победным в домашнем матче с московским «Динамо» (1:0). 6 мая в Санкт-Петербурге забил мяч в ворота ещё одного голкипера сборной России Вячеслава Малафеева, однако «Спартак-Нальчик» уступил «Зениту» (1:3). В сезоне 2012/13 перешёл в футбольный клуб «Уфа».
С 2014 года выступал в ФНЛ за «Шинник» и «Кубань». В 2018 году вернулся в премьер-лигу, перейдя в «Оренбург». 21 февраля 2020 года контракт расторгнут по обоюдному соглашению сторон.
В 2023 году — игрок медиафутбольной команды «Родина Медиа». В сентябре присоединился к «Волгарю».
Младший брат Кирилл также футболист.